# Familie Flöz

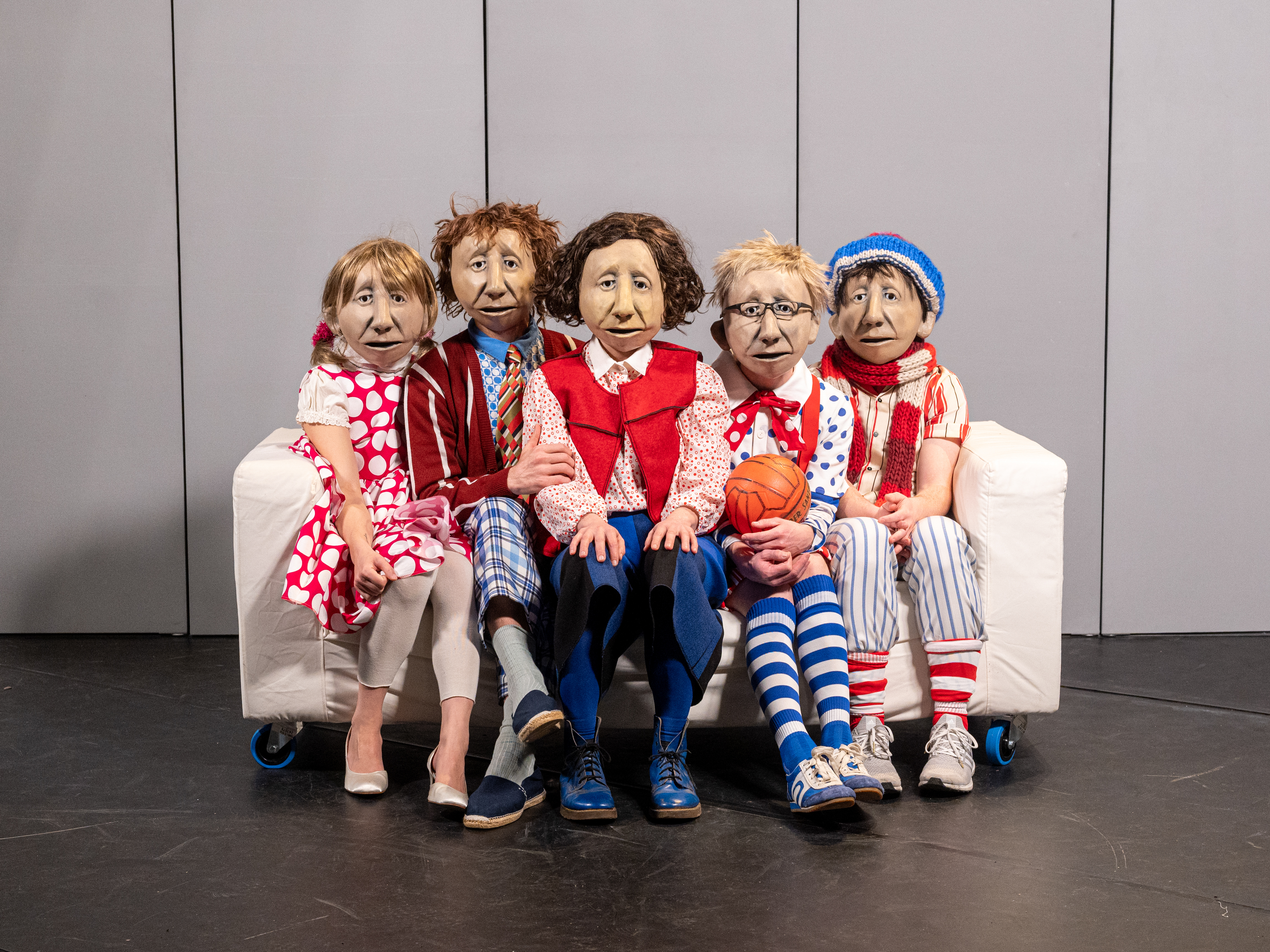
Aus dem Stück „Hokus Pokus“

Familie Flöz ist eine internationale Gruppe von Theaterschaffenden mit Basis in Berlin. Die Truppe wurde 1996 von Hajo Schüler und Michael Vogel gegründet. Sie ging hervor aus dem Studiengang Pantomime, heute „Physical Theatre“ an der Folkwang-Hochschule in Essen. International bekannt wurde Familie Flöz durch ihre komödiantischen und poetischen, fast immer nonverbalen Theaterstücke mit Masken, die zahlreiche Auszeichnungen erhielten. Für das erste Gastspiel beim Edinburgh-Festival 2001 gab sich die Truppe den Namen „Flöz production“, später „Familie Flöz“. Bis heute wurden die Stücke von Familie Flöz in 32 Ländern gezeigt.

## Geschichte der Company
1996 fand die Uraufführung von Familie Flöz kommt Über Tage in der stillgelegten Zeche Hannover in Bochum statt, eine Hommage an die Bergbau- und Arbeiterkultur des Ruhrgebiets. Das Stück war ein großer Erfolg bei Presse und Publikum, wurde beim NRW Theaterfestival „Favoriten“ in Dortmund (ehemals Festival Theaterzwang) ausgezeichnet, und es sollte der Truppe im Jahre 2003 ihren Namen geben. Flöz bezeichnet eine Erdschicht, in der Rohstoffe eingelagert sind.
Nach Gastspielen in Frankreich, Holland, Dänemark und der Slowakei kam 1998 das zweite Stück Ristorante Immortale mit einem neuen Ensemble im Maschinenhaus Essen heraus. Auch dieses Stück, eine Allegorie über das provisorische Leben, verzichtet auf Sprache und lebt nur durch visuelles Spiel, Geräusche und Musik. Für das erste Gastspiel beim Edinburgh Fringe Festival 2001 gab sich die Truppe den Namen „Flöz production“, später „Familie Flöz“. Auf das Gastspiel in Edinburgh folgten Einladungen für Ristorante Immortale nach ganz Europa, Asien und Australien. 1999 fanden die ersten Vorstellungen von Flöz im Prater (Berlin) statt.
In den Jahren 2000 und 2001 entstanden die Produktionen two% – happy hour, eine Raum-Theater-Installation im Maschinenhaus Essen, und two% – homo oeconomicus in Zusammenarbeit mit dem Theater Dortmund. Beide Stücke setzen sich mit dem kaufenden und verkaufenden Menschen auseinander.
2001 verließ die Truppe das Ruhrgebiet und zog nach Berlin. Mit dem Stück Teatro Delusio, einer Hommage an das Theater selbst, uraufgeführt in der Arena Berlin, gelang 2004 ein weiterer großer internationaler Erfolg. In dem Stück über Sein, Schein und Spiel verkörpern drei Darsteller 30 Figuren. Die Produktion gastierte im gleichen Jahr beim Edinburgh Festival, erhielt zahlreiche Auszeichnungen und tourte in Südamerika (darunter Festival Teatro Ibéroamericano Bogotá, Festival FITE Ecuador), Afrika, Asien und in Europa. Flöz gastierte erstmals beim International London Mime Festival und gewann den Prix du Jury beim Mimos Festival in Périgeux. Teatro Delusio war die erste Koproduktion mit dem Theaterhaus Stuttgart, das seitdem kontinuierlicher Partner, Spielort und Ko-Produzent der Company ist.
2005 fand erstmals die jährliche Flöz Sommer-Akademie in Italien statt, in der 30 junge Theaterschaffende aus aller Welt mit Akteuren von Flöz studieren und arbeiten. Zur Eröffnung des renovierten Admiralspalastes an der Berliner Friedrichstraße entstanden 2006 zwei neue Produktionen: Infinita (Uraufführung in der Akademie der Künste Berlin) und Hotel Paradiso. Infinita, ein physisches Mosaik, erzählt vom Werden und Vergehen, den ersten und den letzten Schritten im Leben. Das Hotel Paradiso ist der Schauplatz eines abgründigen Alpen-Krimis. Beide Stücke wurden über 50 mal im Studio des Admiralspalastes gezeigt und waren weltweit auf Tournee. Im Sommer 2008 beendete Flöz die Zusammenarbeit mit dem Admiralspalast und kollaborierte und produzierte weiterhin regelmäßig mit dem Theaterhaus Stuttgart und dem Theater Duisburg.
Am Theaterhaus in Stuttgart entstand 2008 mit einem neuen Ensemble eine zweite Fassung von Hotel Paradiso. In den Jahren 2008 bis 2010 tourte Flöz abwechselnd mit vier Produktionen mit Schwerpunkten in Spanien, Italien, Holland, Deutschland, Brasilien und Mexiko.
2010 entstand am Theater Duisburg die erste Fassung von Garage d’Or, einer Auseinandersetzung mit der Hybris des Mannes und seinen unstillbaren Sehnsüchten nach Ferne, Beherrschung und Eroberung. Die Berliner Premiere fand 2011 in der Volksbühne am Rosa-Luxemburg-Platz statt. Die Erarbeitung der zweiten Fassung des Stückes wurde für die Dokumentation der Sender Arte und WDR Hinter der Maske dokumentiert. Die Premiere des Films fand 2012 im Rahmen des Festivals euro-scene Leipzig in statt, wo Flöz für das Stück Infinita zudem mit dem Publikums-Preis ausgezeichnet wurde.
Flöz gastierte mit seinen Stücken in 32 Ländern. Ende 2013 eröffnete die Company das Studio Flöz in Berlin-Weißensee als Produktionsstätte.

## Auszeichnungen
- 2025 - Publikumspreis, Festival de Almada Portugal
- 2020 - Publikumspreis des Südtiroler Kulturinstituts,[6]
- 2018 – Publikumspreis,[7] Festival de Almada Portugal
- 2015 – Monica-Bleibtreu-Preis
- 2013 – Off Critic Prize, Festival Avignon[8]
- 2012 – Publikumspreis Euro–scene Leipzig[9]
- 2010 – Schwerter Kleinkunstpreis für Hotel Paradiso[10]
- 2008 – Jurypreis Festival Mostra Internacional de Teatro de Ribadavia
- 2008 – Prix du Public, Festival Anjou, Angers – Grand Prix de la Jury, Festival Anjou, Angers
- 2008 – Grand Prix de la Jury, Festival Anjou, Angers
- 2007 – Schwerter Kleinkunstpreis für Teatro Delusio
- 2006 – Prix spécial du Jury, Festival Mimos
- 2004 – AZ Stern München
- 2004 – Tz Rose München
- 2001 – Cavalcade Edinburgh Festival
- 1998 – AZ Stern München
- 1998 – tz Rose München
- 1996 – Theaterzwang NRW
- 1996 – Hannoverscher Querkunstpreis
- 1995 – Gauklerpreis Koblenz

## Stücke
- 1995 – Flöz & Söhne
- 1996 – Familie Flöz kommt Über Tage
- 1998 – Ristorante Immortale
- 2000 – TWO% – happy hour
- 2001 – TWO% – homo oeconomicus
- 2003 – Navigazioni
- 2004 – Teatro Delusio
- 2006 – Infinita
- 2008 – Hotel Paradiso
- 2010 – Garage D’Or
- 2012 – Garage D’Or (Neuinszenierung)
- 2014  – Haydi!
- 2018  – Dr Nest
- 2019 – Himmelerde[11]
- 2021 – Feste
- 2022 – Hokuspokus
- 2023 – Unter dem Meer[12]

## Filmografie
- 2012 – Hinter der Maske, von Martin Uhrmeister, arte / WDR